# Educational Launch of Nanosatellites

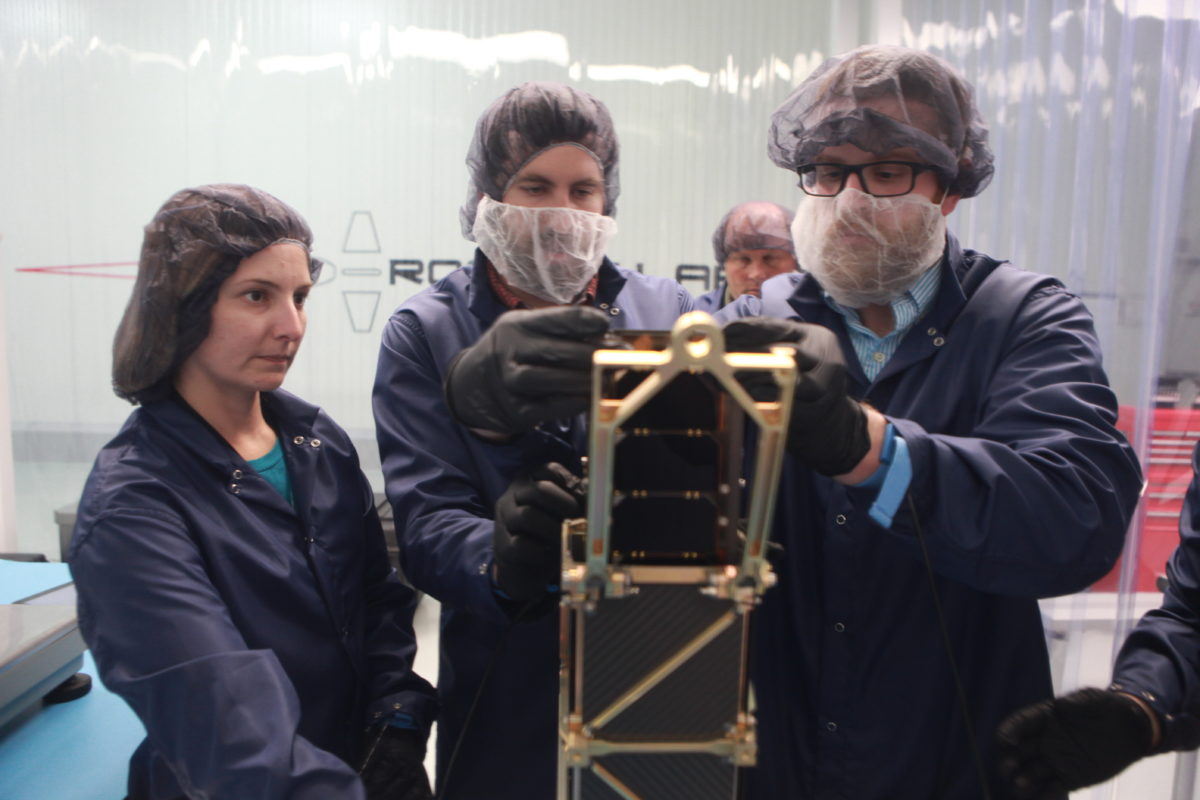
Chargement du CubeSat STF-1 pour la mission ELaNa 19.

Educational Launch of Nanosatellites (en français : lancements éducatifs de nanosatellites) ou ELaNa est un programme de l'agence spatiale américaine ayant comme objectif de rendre attractif et accessible l'espace pour les étudiants. Le programme est géré par le Launch Services Program, un organe de la NASA chargé de contracter les sociétés de lancement pour donner à l'agence une capacité de lancement.

## Description du programme
Le programme ELaNa s'appuie sur des partenariats entre la NASA et les universités américaines, dans le but de développer et de lancer de petits satellites de recherche. Ces missions permettent à l'agence spatiale américaine de tester de nouvelles technologies, tout en formant de nouveaux étudiants au métier d'ingénieur. La plupart des lancements se font en parallèle de missions plus importantes, profitant ainsi d'un espace dans la coiffe du lanceur pour offrir une opportunité de lancement encore moins chère,.
Le premier lancement a lieu le 4 mars 2011, mais le lanceur rencontre un problème au décollage, détruisant ainsi l'ensemble de la charge utile, dont les 3 satellites prévus pour la mission ELaNa.
En 2015, la NASA signe un partenariat avec Firefly Aerospace, Rocket Lab et Virgin Galactic pour le lancement de cubesats. Ces contrats ont initialement comme but de fournir une opportunité de lancement pour 50 cubesats sur 3 ans.
En octobre 2017, la NASA annonce avoir déjà lancé 49 cubesats, sur 151 sélectionnés.

## Historique des missions

### Missions passées
- échec lors du lancement

| Date de lancement | Nom de la mission  | Nombre de cubesats déployés | (Mission principale) - cubesats inclus | Lanceur               | Site de lancement              |
| ----------------- | ------------------ | --------------------------- | --- | --------------------- | ------------------------------ |
| 4 mars 2011       | ELaNa 1            | 3                           | (Glory) - Hermes, Explorer-1 Prime, KySat-1                                                                                                | Taurus-XL             | VSFB, LC-576                   |
| 28 octobre 2011   | ELaNa 3            | 5                           | (Suomi NPP) - RAX-2, M-Cubed, Explorer-1 Prime, DICE, AubieSat-1                                                                           | Delta II 7920-10      | VSFB, SLC-2 Ouest              |
| 13 septembre 2012 | ELaNa 6            | 4                           | (NROL-36) - CXBN, CP5, CINEMA, CSSWE | Atlas V 401           | VSFB, SLC-3 Est                |
| 20 novembre 2013  | ELaNa 4            | 12                          | (ORS-3) - H-2, KySat-2, ChargerSat-1, SwampSat, Trailblazer, TJ3Sat, DragonSat-1, CAPE-2, PhoneSat 2.4, COPPER, DragonSat-1, Vermont Lunar | Minotaur I            | MARS, LP-0A                    |
| 6 décembre 2013   | ELaNa 2            | 4                           | (NROL-39) - CUNYSAT-1, IPEX, M-Cubed-2, FIREBIRD-1A/1B                                                                                     | Atlas V 501           | VSFB, SLC-3 Est                |
| 22 février 2014   | ELaNa 5            | 5                           | (SpaceX CRS-3) - ALL-STAR, PhoneSat 2.5, KickSat, SporeSat, TSAT                                                                           | Falcon 9 + Dragon     | CCAFS, SLC-40                  |
| 28 octobre 2014   | ELaNa 8            | 1                           | (Cygnus CRS Orb-3) - CHARM | Antares 130 + Cygnus  | MARS, LP-0A                    |
| 31 janvier 2015   | ELaNa 10           | 3                           | (SMAP) - GRIFEX, EXOCUBE, FIREBIRD-2 A/B                                                                                                   | Delta II 7320         | VSFB, SLC-2 Ouest              |
| 20 mai 2015       | ELaNa 11           | 1                           | (Boeing X-37 OTV-4) - LightSail-1 | Atlas V 501           | CCAFS, SLC-41                  |
| 8 octobre 2015    | ELaNa 12           | 4                           | (NROL-55) - Fox-1, BisonSat, ARC, LMRST-Sat                                                                                                | Atlas V 401           | VSFB, SLC-3 Est                |
| 4 novembre 2015   | ELaNa 7            | 2                           | (ORS-4) - Argus, PrintSat | SPARK                 | Pacific Missile Range Facility |
| 6 décembre 2015   | ELaNa 9            | 3                           | (Cygnus CRS Orb-4) - MinXSS, STMSat-1, CADRE                                                                                               | Atlas V 401 + Cygnus  | CCAFS, SLC-41                  |
| 18 avril 2017     | ELaNa 17           | 3                           | (Cygnus CRS OA-7) - CXBN-2, IceCube, CSUNSat-1                                                                                             | Atlas V 401 + Cygnus  | CCAFS, SLC-41                  |
| 14 août 2017      | ELaNa 22           | 3                           | (SpaceX CRS-12) - ASTERIA, Dellingr, OSIRIS-3U                                                                                             | Falcon 9 + Dragon     | CCAFS, SLC-40                  |
| 12 novembre 2017  | ELaNa 13           | 2                           | (Cygnus CRS OA-8E) - ISARA, EcAMSat | Antares 230 + Cygnus  | MARS, LP-0A                    |
| 18 novembre 2017  | ELaNa 14           | 4                           | (JPSS-1) - MiRaTA, MakerSat-0, RadFxSat, EagleSat-1                                                                                        | Delta II 7920         | VSFB, SLC-2 Ouest              |
| 21 mai 2018       | ELaNa 23           | 9                           | (Cygnus CRS OA-9E) - HaloSat, TEMPEST-D1, EQUiSat, MemSat, CANOP, RadSat, RainCube, SORTIE, CubeRTT                                        | Antares 230 + Cygnus  | MARS, LP-0A                    |
| 15 septembre 2018 | ELaNa 18           | 5                           | (ICESat-2) - DAVE, ELFINA/B, ELFIN, SurfSat                                                                                                | Delta II 7420         | VSFB, SLC-2 Ouest              |
| 17 novembre 2018  | ELaNa 16           | 1                           | (Cygnus CRS OA-10E) - KickSat-2 | Antares 230 + Cygnus  | MARS, LP-0A                    |
| 3 décembre 2018   | ELaNa 24           | 2                           | (SSO-A) - IRVINE02, WeissSat-1 | Falcon 9              | VSFB, SLC-4E                   |
| 5 décembre 2018   | ELaNa 21           | 2                           | (SpaceX CRS-16) - TechEdSat-8, UNITE | Falcon 9 + Dragon     | CCAFS, SLC-40                  |
| 16 décembre 2018  | ELaNa 19           | 10                          | (Four Of A Kind) - ALBUS, CeREs, CHOMPTT, CubeSailt, DaVinci, ISX, NMTSat, RSat, Shields-1, STF-1                                          | Electron              | Mahia, LC-1A                   |
| 17 avril 2019     | ELaNa 26           | 5                           | (Cygnus NG-11) - CAPSat, HARP, Virginia CubeSat Constellation                                                                              | Antares 230 + Cygnus  | MARS, LP-0A                    |
| 25 juin 2019      | ELaNa 15           | 3                           | (STP-2) - ARMADILLO, LEO (CP9), StangSa | Falcon Heavy          | KSC, LC-39A                    |
| 25 juillet 2019   | ELaNa 27           | 1                           | (SpaceX CRS-18) - RFTSat | Falcon 9 + Dragon     | CCAFS, SLC-40                  |
| 2 novembre 2019   | ELaNa 25A          | 7                           | (Cygnus NG-12) - Argus-02, HARP, HuskySat I, Phoenix, RadSat-U, SOCRATES, SwampSat II                                                      | Antares 230+ + Cygnus | MARS, LP-0A                    |
| 5 décembre 2019   | ELaNa 25B ELaNa 28 | 5                           | (SpaceX CRS-19) - ELaNa 25B : AzTechSat 1, SORTIE, CryoCube 1 ELaNa 28 : CIRiS, EdgeCube                                                   | Falcon 9 + Dragon     | CCAFS, SLC-40                  |
| 14 février 2020   | ELaNa 30           | 1                           | (Cygnus NG-13) - TechEdSat-10 | Antares 230+ + Cygnus | MARS, LP-0A                    |
| 13 juin 2020      | ELaNa 32           | 1                           | ANDESITE | Electron              | Mahia, LC-1A                   |
| 3 octobre 2020    | ELaNa 31           | 3                           | (Cygnus NG-14) - Bobcat-1, NEUTRON-1, SPOC                                                                                                 | Antares 230+ + Cygnus | MARS, LP-0A                    |
| 17 janvier 2021   | ELaNa 20           | 10                          | CACTUS-1, CAPE-3, EXOCUBE-2, MiTEE, PICS 1, PICS 2, PolarCube, Q-PACE, RadFXSat-2, TechEdSat-7.                                            | LauncherOne           | Cosmic Girl, Mojave            |
| 24 janvier 2021   | ELaNa 35           | 1                           | (Transporter-1) - PTD-1 | Falcon 9              | CCAFS, SLC-40                  |
| 20 février 2021   | ELaNa 33           | 1                           | (Cygnus NG-15)- IT-SPINS | Antares 230+ + Cygnus | MARS, LP-0A                    |
| 3 juin 2021       | ELaNa 36           | 1                           | (SpaceX CRS-22) - RamSat | Falcon 9 + Dragon 2   | KSC, LC-39A                    |
| 29 août 2021      | ELaNa 37           | 3                           | (SpaceX CRS-23) - CAPSat, PR-CuNaR2, SPACE HAUC                                                                                            | Falcon 9 + Dragon 2   | KSC, LC-39A                    |
| 27 septembre 2021 | ELaNa 34           | 2                           | (Landsat 9) - CUTE, CuPID | Atlas V 401           | CCSFS, SLC-41                  |
| 21 décembre 2021  | ELaNa 38           | 4                           | (SpaceX CRS-24) - DAILI, GASPACS, PATCOOL, TARGIT                                                                                          | Falcon 9 + Dragon 2   | KSC, LC-39A                    |
| 13 janvier 2022   | ELaNa 29           | 1                           | (STP-27VP) - PAN | LauncherOne           | Cosmic Girl, Mojave            |
| 10 février 2022   | ELaNa 41           | 4                           | (VCLS Demo-2A) - BAMA-1, INCA, QubeSat, R5-S1                                                                                              | Rocket 3              | CCSFS, SLC-46                  |
| 19 février 2022   | ELaNa 44           | 1                           | (Cygnus NG-17) - NACHOS | Antares 230+ + Cygnus | MARS, LP-0A                    |
| 2 juillet 2022    | ELaNa 39           | 2                           | (STP-S28A) - GPX2, CTIM-FD | LauncherOne           | Cosmic Girl, Mojave            |
| 15 juillet 2022   | ELaNa 45           | 4                           | (SpaceX CRS-25) - BeaverCube, CapSat-1, D3, JAGSAT                                                                                         | Falcon 9 + Dragon 2   | KSC, LC-39A                    |
| 22 novembre 2023  | ELaNa 49           | 4                           | (SpaceX CRS-26) - MARIO, petitSat, SPORT, TJREVERB                                                                                         | Falcon 9 + Dragon 2   | KSC, LC-39A                    |
| 15 mars 2023      | ELaNa 50           | 2                           | (SpaceX CRS-27) - ARKSat-1, LightSail | Falcon 9 + Dragon 2   | KSC, LC-39A                    |
| 15 avril 2023     | ELaNa 40 ELaNa 47  | 3                           | (Transporter-7) - ELaNa 40 : CIRBE ELaNa 47 : LLITED-A, LLITED-B                                                                           | Falcon 9              | VSFB, SLC-4E                   |
| 4 mars 2024       | ELaNa 57           | 1                           | (Transporter-10) - M3 | Falcon 9              | VSFB, SLC-4E                   |
| 21 mars 2024      | ELaNa 51           | 4                           | (SpaceX CRS-30) - Big Red Sat-1, BurstCube, HyTi, SNoOPI                                                                                   | Falcon 9 + Dragon 2   | CCAFS, SLC-40                  |
| 9 juillet 2024    | ELaNa 48           | 2                           | (VA-262) - CURIE A et B | Ariane 6              | Kourou, ELA-4                  |
| 4 août 2024       | ELaNa 52           | 2                           | (Cygnus NG-21) - CySat-1, DORA | Falcon 9 + Cygnus     | CCAFS, SLC-40                  |

### Missions futures
2 missions sont actuellement programmées, toutes devant être lancées pour 2024.
| Date de lancement | Nom de la mission | Nombre de cubesats à déployer | (Mission principale) - cubesats inclus                                                                      | Lanceur       | Site de lancement |
| ----------------- | ----------------- | ----------------------------- | --- | ------------- | ----------------- |
| 18 juillet 2024   | ELaNa 53          | 1                             | (Transporter-11) - Dione                                                                                    | Falcon 9      | VSFB, SLC-4E      |
| TBA               | ELaNa 43          | 10                            | (VCLS Demo-2FB) - CatSat, KUbe-Sat-1, MESAT-1, OwlSat, R5-S2-2.0, R4-S4, REAL, Serenity, SOCi, TechEdSat-11 | Firefly Alpha | VSFB, SLC-2       |